# Arbroath Abbey
Arbroath Abbey is de ruïne van een benedictijnenabdij uit de twaalfde eeuw, gelegen in Arbroath in de Schotse regio Angus, ongeveer 30 kilometer noordoostelijk van Dundee. Hier werd in 1320 door Schotse edelen de Schotse onafhankelijkheidsverklaring opgesteld, gericht aan Paus Johannes XXII.

## Geschiedenis

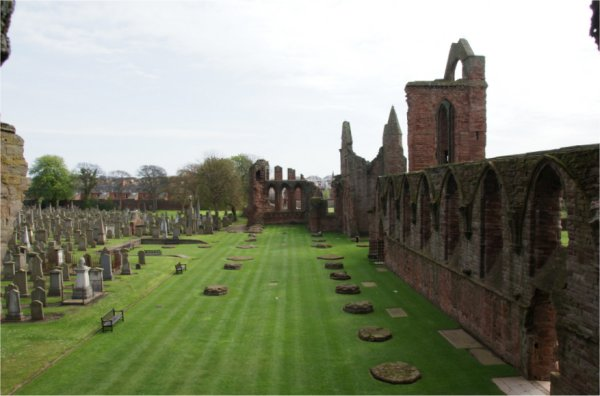
Het schip van Arbroath Abbey vanaf het westen gezien.

De abdij werd in 1178 door Willem I van Schotland, bijgenaamd The Lion, gesticht, mede ter gedachtenis aan zijn vriend Thomas Becket die in 1170 vermoord werd in Canterbury. De abdij werd geschonken aan de congregatie van Thiron. Arbroath Abbey was de vijfde abdij van deze congregatie binnen Schotland; de eerdere zijn Selkirk Abbey, Kelso Abbey, Lesmahagow Priory en Lindores Abbey. De koning schonk Arbroath Abbey onafhankelijkheid van Kelso Abbey, het moederhuis. Verder kreeg de abdij van Willem I veel privileges, land en goederen. De bouw van de abdijkerk ging relatief snel en de kerk werd in 1233 ingewijd. Nog tijdens de bouw overleed Willem I op 4 december 1214 en werd begraven voor het altaar. Hij is daarmee een van de weinige Schotse vorsten die niet begraven ligt bij Iona Abbey of in Dunfermline Abbey.
Vanuit Arbroath Abbey werd op 6 april 1320 een brief, later beschouwd als de Schotse onafhankelijkheidsverklaring, gestuurd naar Paus Johannes XXII, namens de edelen van Schotland. In deze brief, die later de Declaration of Arbroath genoemd werd, verzochten ze de paus om Schotland als een autonome staat te erkennen met Robert the Bruce als koning. Dit om tegenwicht te bieden aan de claim van Eduard II van Engeland op Schotland. De paus gaf enkele jaren later gehoor aan deze oproep.
De abdij en de abdijkerk hebben enkele malen geleden onder storm, brand en oorlog. Branden hebben er gewoed in 1272 en 1380. In 1350 raakte de abdij ernstig beschadigd na een aanval van de Engelsen.

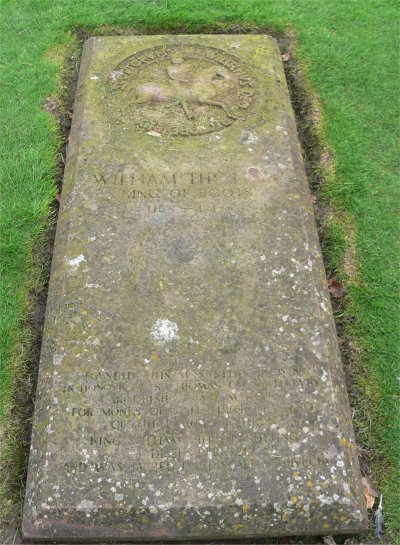
De grafsteen van Willem I van Schotland.

In de vijftiende en zestiende eeuw kreeg de wereldlijke macht steeds meer invloed op de abdij. Het beheer van het geld en goederen was door de abdij uitbesteed aan seculiere personen. De personen die deze taken kregen, hadden hierdoor toegang tot grote bedragen, waardoor het een lucratieve baan was. De familie Ogilvy heeft deze positie lange tijd gehad. Op een gegeven moment werden de beheerders niet meer vanuit de abdij aangesteld, maar door de koning. Dit betroffen dan vaak familieleden of aanhangers van de koning, die geen bijzondere band hadden met het leven van de monniken. Een van deze beheerders was kardinaal David Beaton, die later aartsbisschop werd van St Andrews en daar werd vermoord.
Na de reformatie in 1560 werd de abdij steeds minder onderhouden en raakte in verval. Stenen van de abdij werden gebruikt voor omliggende gebouwen. Sinds 1700 is er sprake van een ruïne.

## Bouw

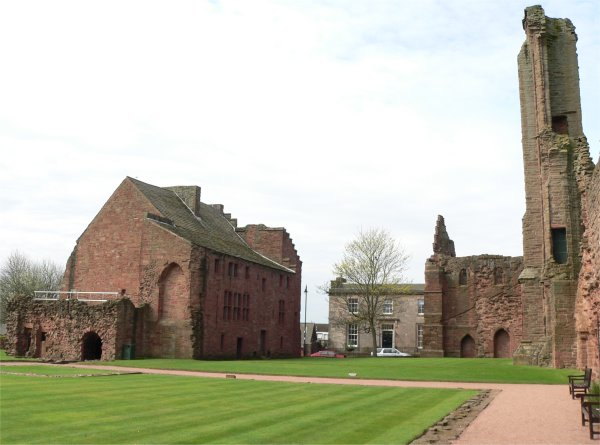
Het huis van de abt met aan de rechterzijde de restanten van een van de twee torens van de westgevel van de abdijkerk.

De abdijkerk is een kruiskerk die oost-west georiënteerd is, met de ingang op het westen en het koor op het oosten gericht. De totale lengte is 90 meter. Er waren drie torens; twee symmetrische torens aan weerszijden van de westelijke gevel en één in het centrum van de kerk (boven het schip, tussen de twee transepten). Het gehele complex is opgetrokken uit rode zandsteen.
De westzijde van de kerk is voor een groot deel intact gebleven. Deze zijde bevat de versierde toegang tot de kerk. In het verleden domineerde een groot rond raam de gevel. De onderste helft van het raam is overgebleven. Aan weerskanten van de poort bevonden zich de twee torens.

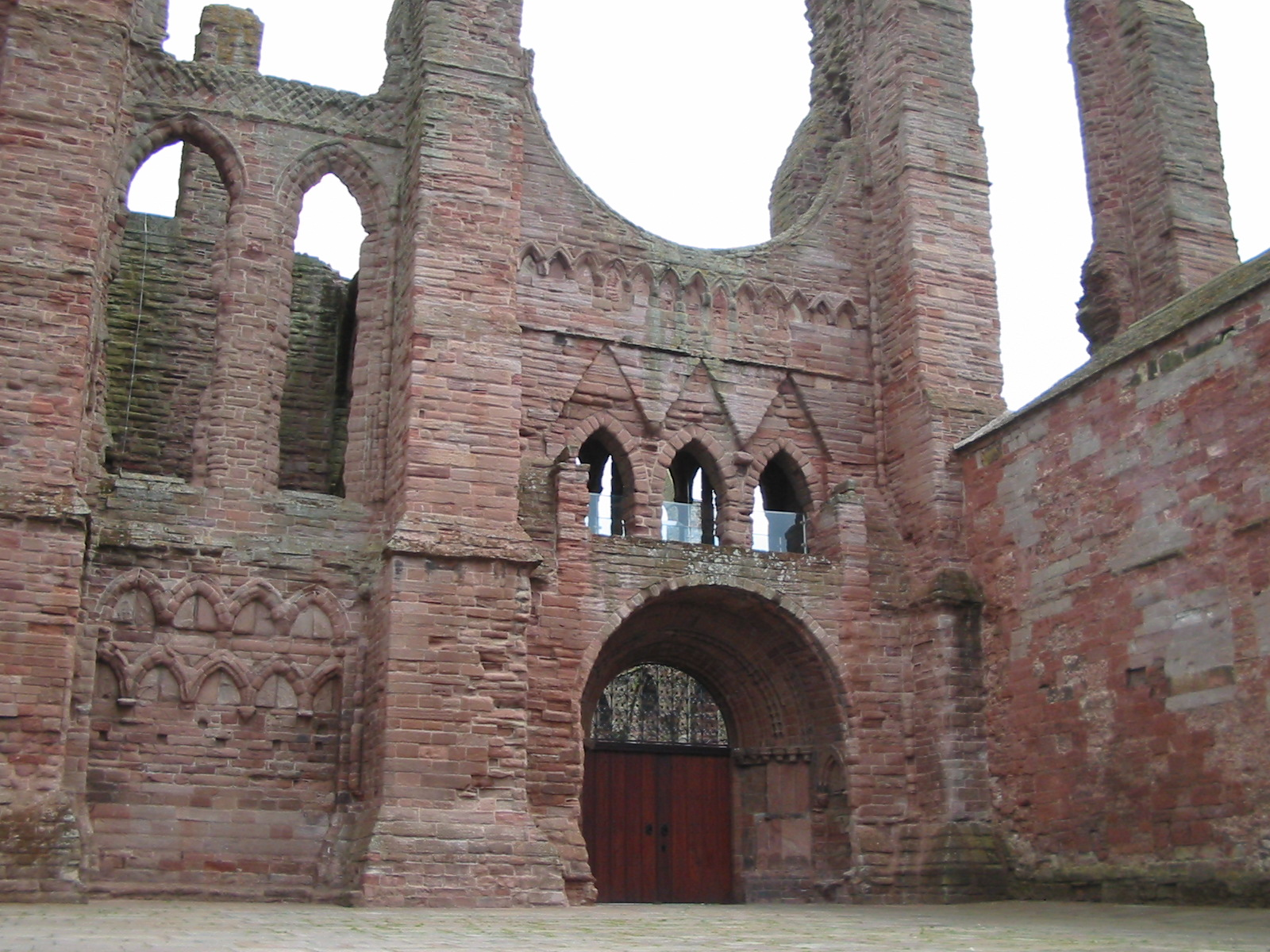
De westgevel van de abdijkerk.

Het zuidelijke transept is een van de best bewaarde delen van de kerk. Dit transept grensde aan het klooster, dat tegen de kerk lag. Boven in de zuidelijke wand van dit transept bevindt zich een rond raam. Dit raam werd in het verleden vaak als oriëntatiepunt gebruikt door mensen in de regio.
De sacristie bevindt zich aan de buitenzijde van de kerk in de hoek tussen het koor en het zuidelijke transept. De sacristie is het enige deel van de kerk dat nog een dak heeft. In het koor ligt een modernere grafsteen van Willem I van Schotland.

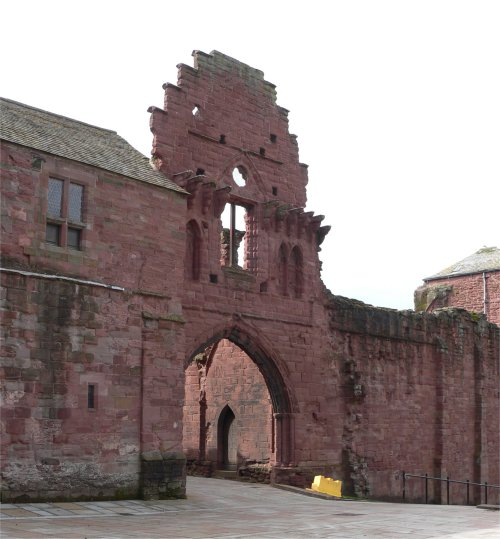
Het poortgebouw van Arbroath Abbey.

De noordzijde van de kerk, inclusief het noordelijke transept, is bijna geheel verdwenen, net als het klooster, dat aan de zuidzijde van de kerk lag. Er zijn wel enige kloostergebouwen bewaard gebleven, zoals het huis van de abt. Dit is een van de weinige abtshuizen die in het Verenigd Koninkrijk bewaard zijn gebleven. Het gebouw dateert uit de twaalfde eeuw en is in de vijftiende eeuw grondig verbouwd, waarbij eigenlijk enkel de begane grond het oorspronkelijke aanzien behield. Op de eerste etage zijn er nog fresco's uit de vijftiende eeuw zichtbaar. Het poortgebouw van het klooster en het gasthuis, beide zuidwestelijk van de kerk gelegen, zijn nog grotendeels intact.

## Beheer
Arbroath Abbey wordt beheerd door Historic Scotland. Deze organisatie heeft naast de ruïne een modern bezoekerscentrum aangelegd met informatie over de abdij. In het abtshuis zijn een aantal vondsten te bezichtigen waaronder een zestiende-eeuws Maria Magdalena-beeld, delen van de oorspronkelijke zestiende-eeuwse inrichting en enige middeleeuwse grafstenen.